# Массовые захоронения в Целе
Братские могилы в Целе — были обнаружены в Целе (Словения) и относятся к периоду после окончания Второй мировой войны, с 1945 по 1956 год. В 11-ти известных братских могилах в самом Целе и 14-ти в его непосредственной близости, находится одно из самых крупных массовых захоронений в Словении .

## История
После окончания войны немецкоязычное население Целе было депортировано. Новое коммунистическое правительство воспользовалось существующими противотанковыми траншеями, вырытыми вокруг Целе отступающей немецкой армией, для сокрытия жертв массовых казней, осуществлённых в ходе депортации и преследования хорватских, сербских и словенских коллаборационистов, а также гражданских лиц, которые выступали против национально-освободительного движения или коммунистической революции во время войны, или были этническими немцами. Целью репрессий было физическое уничтожение любой потенциальной политической оппозиции под предлогом сотрудничества с врагом. Югославская народная армия в районе Целе казнила более 80 000 человек — в основном хорватов, немцев и словенцев — без какого-либо судебного разбирательства. Тела были зарыты в тайных братских могилах в Целе; точное число до сих пор не известно. В близлежащем концентрационном лагере в Техарье около 5000 словенцев, значительная часть которых была несовершеннолетними, были убиты в течение двух месяцев после окончания войны, опять же без суда и следствия. Кроме того, 5 августа 1945 года вблизи Целе были остановлены поезда беженцев с немецкими гражданскими лицами из района треугольника Ранн, а их пассажиры были отправлены в концентрационный лагерь в Техарье. После того, как лагерь был закрыт в 1950 году, местные власти устроили большую промышленную свалку над местом захоронений, скрывая доказательства убийств под массой токсичных отходов. В середине 1970-х годов, спустя 30 лет после преступлений, местные власти построили на месте братских могил дошкольные учреждения, школы, жилые дома, залы и другие сооружения. В 1991 году, когда стало возможным открыто обсуждать коммунистические репрессии, правительство Словении решило построить мемориал жертвам Техарье.

## Другие братские могилы
Четырнадцать других могил аналогичного происхождения обнаружены в соседнем Медлоге (три могилы), Шмарьета-при-Селю (одна могила), Буковжлаке (шесть могил), Врхе (одна могила), Техарье (две могилы) и Печовье (одна могила).